# 吉田一将
吉田 一将（よしだ かずまさ、1989年9月24日 - ）は、奈良県橿原市出身のプロ野球選手（投手）。右投左打。台鋼ホークス所属。
愛称は「カズ」、「キリン」。

## 経歴

### プロ入り前

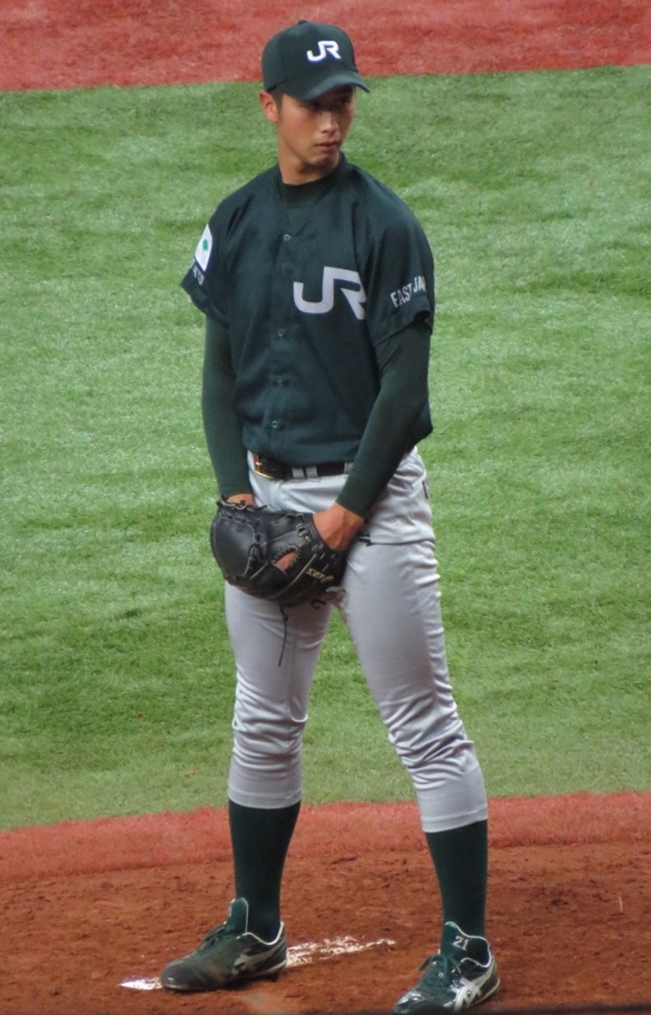
JR東日本硬式野球部時代
（2013年10月31日、京セラドーム大阪にて）

鴨公小学校2年時から鴨公クラブで野球を始める。八木中学時代は香芝ボーイズに所属し、3年次に全国大会に出場。同年次に青森山田中学校に転入した。
そのまま内部進学した青森山田高校では硬式野球部に所属。2年先輩に柳田将利がいた。同校は2年夏と3年夏の全国高等学校野球選手権大会に出場するも、身長の急速な伸びに体全体の成長がついていけないが故に慢性的に故障を抱えており、1年先輩の野田雄大や同期の石井裕大らの陰に隠れた控え投手であり甲子園での登板機会はなかった。
日本大学入学後リハビリと本格的なウェートトレーニングが功を奏し、基礎体力が付き怪我もなくなった。2年春にリーグ戦デビューし、3年春からは主戦を務めるようになる。4年春には東都二部リーグながら4勝、入れ替え戦でも國學院大学相手に完封勝利を挙げ一部昇格に大きく貢献し、二部最優秀投手にも選出される。4年秋は初の一部リーグで3勝6敗と負け越すもフル回転し、12試合73回2/3を投げ防御率はリーグ9位の2.69という成績を残しチームの一部残留に貢献した。
大学卒業後はJR東日本に入社し硬式野球部に所属。大学時代はスリークォーター気味だった投球フォームを投手コーチの山本浩司の助言で変え、長身を活かしたオーバースローに戻したところ潜在能力が完全開花。即戦力として期待された白崎勇気が故障で出遅れたこともあり春先から主戦を担い、プロ入りした前エース十亀剣の穴を埋める活躍を見せた。同年の第83回都市対抗野球大会では全5試合26イニングに登板（うち4試合に先発）し、2勝1敗、防御率0.69の活躍でチームの準優勝に貢献。第73回大会の平野佑介（Honda熊本。九州三菱自動車から補強）以来大会史上10年ぶり2人目となる、敢闘賞にあたる久慈賞と新人賞にあたる若獅子賞を同時受賞した。秋の日本選手権でもチームは準優勝。吉田自身は3試合に先発し2勝1敗、防御率2.41でこちらも敢闘賞を受賞した。
社会人2年目のシーズンでは、4月の第42回JABA四国大会で初優勝に導き、自身もMVPに輝く。第84回都市対抗野球大会では、予選こそ第二代表決定戦でセガサミー・浦野博司との投手戦に敗れるなどして東京都第三代表に甘んじたが、本戦では準決勝までの4試合中2試合に先発し17回2/3を投げ被安打4、無失点と好投する。しかしJX-ENEOSとの決勝では、初回3者連続三振の立ち上がりも2回に打球が肘に当たり緊急降板。結局後続投手が打たれ、吉田に決勝点となる自責点も付いて敗戦投手となり、準優勝に終わった。
2013年度のプロ野球ドラフト会議では、即戦力投手の目玉として複数球団からの1巡目入札が予想されたが、オリックス・バファローズが単独で1巡目指名。契約金1億円＋出来高5000万円、年俸1500万円（金額は推定）という条件で入団した。背番号は14。

### オリックス時代

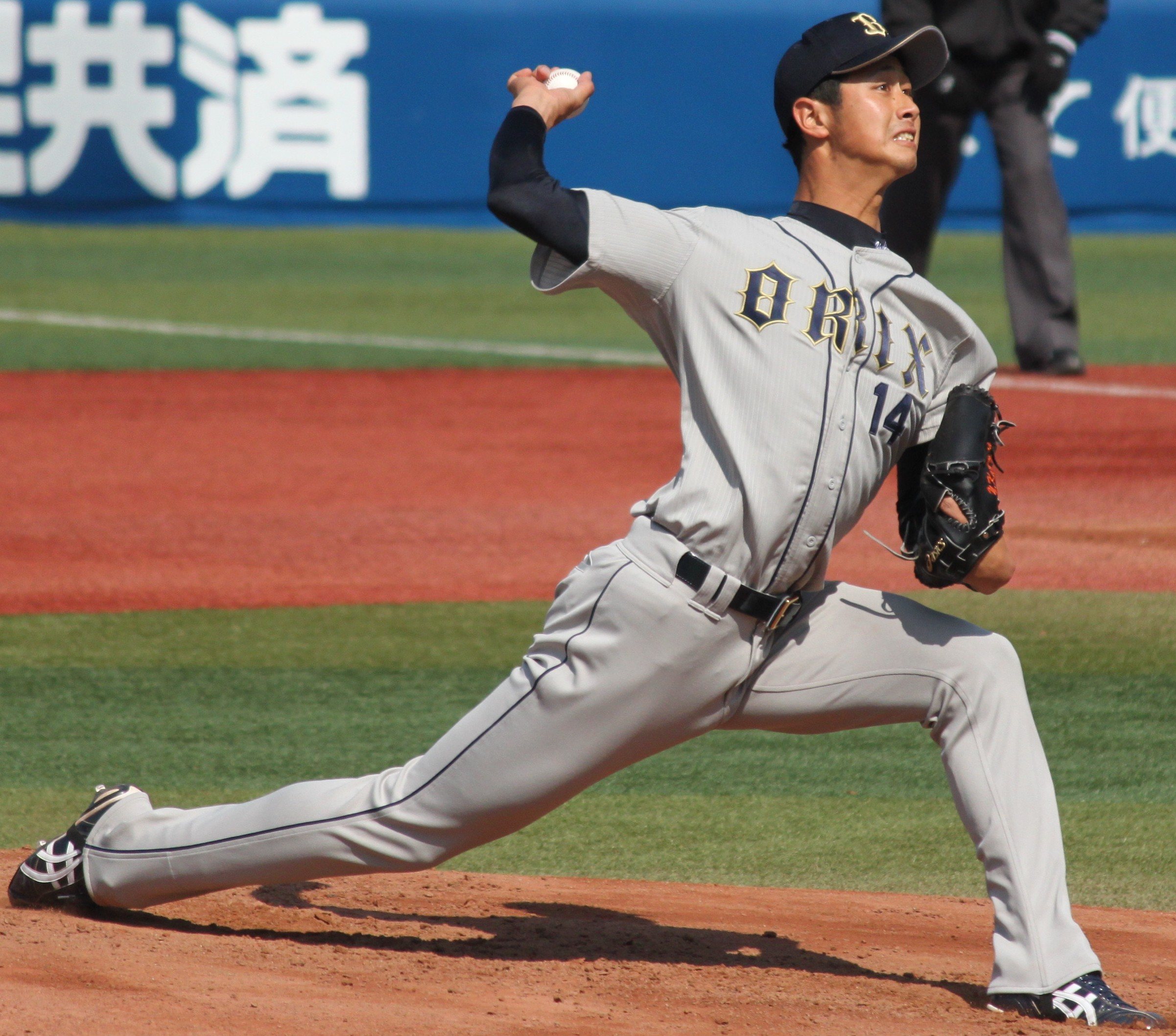
オリックス時代
（2014年3月16日 横浜スタジアム）

2014年は、公式戦開幕直後の4月6日に、先発投手として対埼玉西武ライオンズ戦（京セラドーム大阪）で一軍デビュー。4月20日の同カード（西武ドーム）で一軍初勝利を挙げたが、以降の登板試合で制球が安定せず、セ・パ交流戦期間中に出場選手登録を抹消された。一軍に復帰した7月には、3試合で19.1イニングを投げて1失点と安定。しかし、シーズン終盤に再び調子を落としたため、一軍公式戦全体では5勝6敗と負け越した。
2015年は、公式戦の開幕前に左脇腹痛を発症。5月26日の対横浜DeNAベイスターズ戦（横浜スタジアム）に先発投手としてシーズン初の一軍マウンドに臨んだが、4点の援護を受けながら3点を失って1回1/3で降板。翌5月27日に出場選手登録を抹消された。8月の再登録後も先発に起用されたが、登板試合で5戦全敗を喫し、9月中旬から中継ぎに転向。9月10日の対千葉ロッテマリーンズ戦（QVCマリンフィールド）でシーズン初勝利、9月12日の同カードでプロ入り初ホールドを挙げた。シーズン終了後には、山﨑福也と共にプエルトリコのウィンターリーグへ派遣。帰国後の契約更改では、9歳年上の一般女性と1月に結婚したことを公表した。
2016年は、救援要員として4月中旬にシーズン初の一軍昇格を果たし、4月19日の対東北楽天ゴールデンイーグルス戦（東京ドーム）で一軍初セーブを挙げた。シーズン全体では一軍のセットアッパーとして活躍。先発登板の機会はなかったが、塚原頌平と並んでチーム2位の54試合に登板し、5勝2敗1セーブ、チーム最多の21ホールド・26ホールドポイント、防御率2.66という成績を残した。
2017年は、29試合に登板。うち2試合は先発で登板し、9月29日のロッテ戦でプロ初完封勝利を挙げた。
2018年は、勝利の方程式を担い、 自己最多の58試合に登板。山本由伸に次ぐチーム2位の21ホールド（自己最多タイ）、24ホールドポイントを挙げた。オフの契約更改では、選手会副会長として「食べることに対する選手の意識を変えてほしい」と球団に訴えた。
2019年は、33試合に登板。2度の二軍落ちを経験するなど登板数が減少した。
2020年は、登板数は22試合と前年より減少したものの、2試合でショートスターターを務めるなど、先発、中継ぎ、抑えといった様々な場面で登板した。契約更改では勝ち継投以外の救援陣への評価を球団に強く訴え、2年連続で年俸がダウン提示だったものの「いい話ができたと思います」と語った。
2021年は、プロ入り後初めて一軍の登板機会がなく、二軍でも24試合の登板で防御率7.66の成績だった。10月5日、球団より戦力外通告を受けた。

### 新潟・オイシックス時代
2022年3月4日、ベースボール・チャレンジ・リーグに所属する新潟アルビレックス・ベースボール・クラブに入団することが発表された。背番号は18。同シーズンは13セーブを記録し、地区最多セーブのタイトルを獲得した。シーズン終了後の10月12日に新潟からの退団（自由契約）が発表された。
11月10日より2日間、同リーグ南地区・栃木で同じく抑え投手としてプレーした高野圭佑とともに、千葉ロッテマリーンズの秋季練習にテストのため参加。11日にシート打撃に登板し、山本大斗にフェンス直撃打を打たれ、藤原恭大にも強い打球を打たれた。最速145km/hで球を低めに集めるコントロールを見せ、監督の吉井理人からは「特徴は出してくれたと思っています」と一定の評価を得たが、変化球が少々浮いていたことも指摘された。12月10日、テスト結果が不合格であったことを自身のTwitterで報告した。なお、高野も不合格であった。ロッテのテスト不合格後も現役続行を希望。社会人野球チームなどからのオファーもあったが、プロに絞って断りを入れ、アジアやアメリカなどを含めた海外でのプレーを目指していると報じられていた。
2023年2月16日、前年所属した新潟に再入団することが発表された。背番号は前回と同じ18となる。
在籍3年目の2024年にはチームがNPBファームリーグのイースタン・リーグに参加することになり、吉田は投手キャプテンを務めることとなった。この年はNPB二軍チーム相手に36試合に登板し、1勝3敗、防御率2.21の成績を挙げていた。

### 台湾時代
2024年8月1日、台湾 (CPBL) の台鋼ホークスとの契約に合意したことが発表された。

## 選手としての特徴・人物
長身から繰り出す角度のある球と低めに集める制球力が持ち味。球種は、最速149km/hの直球、フォーク、スライダー、チェンジアップ、カーブ、ツーシームを投げる。
JR東日本時代は早朝から出勤し、主にコピーや電話対応といった事務作業を行っていた。吉田は2年間の社会人生活を振り返り、「1年目の日本選手権が終わった後に品川駅での勤務も経験した。泊まり込みの日もあったり、駅員として働いてとても緊張した。お客様は外国人の方も多く、色々と聞かれて大変だった。1度、サラリーマンとして一般的な仕事を経験して、社会というものを知れたのは良かった」と語っている。
2016年2月より地元・奈良県橿原市の観光大使を委嘱されている。

## 詳細情報

### 年度別投手成績
| 年 度     | 球 団      | 登 板 | 先 発 | 完 投 | 完 封 | 無 四 球 | 勝 利 | 敗 戦 | セ 丨 ブ | ホ 丨 ル ド | 勝 率 | 打 者 | 投 球 回 | 被 安 打 | 被 本 塁 打 | 与 四 球 | 敬 遠 | 与 死 球 | 奪 三 振 | 暴 投 | ボ 丨 ク | 失 点 | 自 責 点 | 防 御 率 | W H I P |
| --------- | ---------- | ----- | ----- | ----- | ----- | -------- | ----- | ----- | -------- | ----------- | ----- | ----- | -------- | -------- | ----------- | -------- | ----- | -------- | -------- | ----- | -------- | ----- | -------- | -------- | ------- |
| 2014      | オリックス | 15    | 14    | 0     | 0     | 0        | 5     | 6     | 0        | 0           | .455  | 318   | 75.2     | 70       | 9           | 24       | 0     | 2        | 62       | 2     | 0        | 34    | 32       | 3.81     | 1.24    |
| 2015      | オリックス | 14    | 6     | 0     | 0     | 0        | 1     | 5     | 0        | 1           | .167  | 191   | 42.2     | 51       | 7           | 19       | 2     | 1        | 25       | 1     | 0        | 28    | 25       | 5.27     | 1.64    |
| 2016      | オリックス | 54    | 0     | 0     | 0     | 0        | 5     | 2     | 1        | 21          | .714  | 204   | 50.2     | 37       | 4           | 16       | 0     | 3        | 36       | 3     | 0        | 17    | 15       | 2.66     | 1.05    |
| 2017      | オリックス | 29    | 2     | 1     | 1     | 0        | 2     | 1     | 0        | 6           | .667  | 166   | 43.0     | 25       | 6           | 14       | 1     | 0        | 31       | 1     | 0        | 13    | 13       | 2.72     | 0.91    |
| 2018      | オリックス | 58    | 0     | 0     | 0     | 0        | 3     | 4     | 0        | 21          | .429  | 233   | 56.1     | 47       | 4           | 18       | 4     | 3        | 53       | 1     | 0        | 24    | 24       | 3.83     | 1.15    |
| 2019      | オリックス | 33    | 0     | 0     | 0     | 0        | 1     | 1     | 0        | 6           | .500  | 156   | 37.2     | 33       | 3           | 14       | 1     | 1        | 28       | 1     | 0        | 17    | 17       | 4.06     | 1.25    |
| 2020      | オリックス | 23    | 2     | 0     | 0     | 0        | 1     | 1     | 1        | 0           | .500  | 153   | 35.1     | 38       | 3           | 12       | 0     | 1        | 34       | 2     | 0        | 17    | 16       | 4.08     | 1.42    |
| 2024      | 台鋼       | 15    | 0     | 0     | 0     | 0        | 0     | 1     | 2        | 0           | .000  | 55    | 15.2     | 12       | 0           | 2        | 0     | 0        | 7        | 1     | 0        | 1     | 1        | 0.57     | 0.89    |
| NPB：7年  | NPB：7年   | 226   | 24    | 1     | 1     | 0        | 18    | 20    | 2        | 55          | .474  | 1421  | 341.1    | 301      | 36          | 117      | 8     | 11       | 269      | 11    | 0        | 150   | 142      | 3.74     | 1.22    |
| CPBL：1年 | CPBL：1年  | 15    | 0     | 0     | 0     | 0        | 0     | 1     | 2        | 0           | .000  | 55    | 15.2     | 12       | 0           | 2        | 0     | 0        | 7        | 1     | 0        | 1     | 1        | 0.57     | 0.89    |

- 2024年度シーズン終了時

### 年度別守備成績
| 年 度 | 球 団      | 投手  | 投手  | 投手  | 投手  | 投手  | 投手     |
| 年 度 | 球 団      | 試 合 | 刺 殺 | 補 殺 | 失 策 | 併 殺 | 守 備 率 |
| ----- | ---------- | ----- | ----- | ----- | ----- | ----- | -------- |
| 2014  | オリックス | 15    | 3     | 11    | 0     | 1     | 1.000    |
| 2015  | オリックス | 14    | 3     | 9     | 2     | 0     | .857     |
| 2016  | オリックス | 54    | 1     | 6     | 0     | 0     | 1.000    |
| 2017  | オリックス | 29    | 1     | 7     | 0     | 2     | 1.000    |
| 2018  | オリックス | 58    | 0     | 4     | 0     | 0     | 1.000    |
| 2019  | オリックス | 33    | 0     | 3     | 0     | 0     | 1.000    |
| 2020  | オリックス | 23    | 2     | 4     | 0     | 0     | 1.000    |
| 2024  | 台鋼       | 15    | 4     | 1     | 0     | 0     | 1.000    |
| NPB   | NPB        | 226   | 10    | 44    | 2     | 3     | .964     |
| CPBL  | CPBL       | 15    | 4     | 1     | 0     | 0     | 1.000    |

- 2024年度シーズン終了時

### 記録
初記録
投手記録
- 初登板・初先発登板：2014年4月6日、対埼玉西武ライオンズ3回戦（京セラドーム大阪）、4回2/3を1失点で勝敗つかず
- 初奪三振：同上、2回表にコーディ・ランサムから見逃し三振
- 初勝利・初先発勝利：2014年4月20日、対埼玉西武ライオンズ6回戦（西武ドーム）、5回2/3を1失点
- 初ホールド：2015年9月12日、対千葉ロッテマリーンズ25回戦（QVCマリンフィールド）、7回裏に2番手で救援登板、1回1失点
- 初セーブ：2016年4月19日、対東北楽天ゴールデンイーグルス3回戦（東京ドーム）、11回裏に5番手で救援登板・完了、1回無失点
- 初完投・初完投勝利・初完封勝利：2017年9月29日、対千葉ロッテマリーンズ24回戦（ZOZOマリンスタジアム）、9回3被安打無失点[32]

打撃記録
- 初打席：2015年5月26日、対横浜DeNAベイスターズ1回戦（横浜スタジアム）、2回表に久保康友から空振り三振

### 独立リーグでの投手成績
| 年 度     | 球 団     | 登 板 | 先 発 | 完 投 | 完 封 | 無 四 球 | 勝 利 | 敗 戦 | セ 丨 ブ | ホ 丨 ル ド | 勝 率 | 打 者 | 投 球 回 | 被 安 打 | 被 本 塁 打 | 与 四 球 | 敬 遠 | 与 死 球 | 奪 三 振 | 暴 投 | ボ 丨 ク | 失 点 | 自 責 点 | 防 御 率 | W H I P |
| --------- | --------- | ----- | ----- | ----- | ----- | -------- | ----- | ----- | -------- | ----------- | ----- | ----- | -------- | -------- | ----------- | -------- | ----- | -------- | -------- | ----- | -------- | ----- | -------- | -------- | ------- |
| 2022      | 新潟      | 38    | 1     | 0     | 0     | 0        | 1     | 0     | 13       | 0           | 1.000 | 143   | 36.1     | 28       | 2           | 3        | -     | 2        | 50       | 1     | 0        | 11    | 10       | 2.48     | 0.85    |
| 2023      | 新潟      | 38    | 2     | 0     | 0     | 0        | 3     | 3     | 1        | 0           | 0.500 | 156   | 38.0     | 33       | 2           | 7        | -     | 1        | 53       | 0     | 0        | 21    | 20       | 4.74     | 1.05    |
| 通算：2年 | 通算：2年 | 76    | 3     | 0     | 0     | 0        | 4     | 3     | 14       | 0           | 0.571 | 299   | 74.1     | 61       | 4           | 10       | -     | 3        | 103      | 1     | 0        | 32    | 30       | 3.63     | 0.96    |

- 2023年度シーズン終了時

### 背番号
- 14（2014年 - 2021年）
- 18（2022年 - 2024年8月1日）
- 41（2024年8月2日 - ）

### 登場曲
- 『Numb / Encore』Linkin Park & Jay Z[33]

### アマチュア時代
主な表彰・タイトル
- 第83回都市対抗野球大会久慈賞、若獅子賞（2012年）
- 第36回社会人野球日本選手権大会敢闘賞（2012年）
- 社会人ベストナイン（投手部門：2013年）
- 年間最多勝利投手（2012, 2013年）
- 第38回JABA四国大会MVP（2012年）

### 代表歴
- 第26回アジア野球選手権大会日本代表（2012年）
- 第6回東アジア競技大会野球日本代表（2013年）